# Francesco Condulmer

Kardinalswappen von Francesco Condulmer (modernes Schema), Erzbischof von Besançon

Francesco Condulmer, auch Francesco Condulmerio (* um 1390 in Venedig; † 30. Oktober 1453 in Rom) war ein venezianischer Geistlicher und Kardinal im 15. Jahrhundert.

## Leben
Francesco Condulmer studierte Rechtswissenschaften und Geschichte; von seinem päpstlichen Onkel Eugen IV., wurde er im Konsistorium vom 19. September 1431 ins Kardinalskollegium aufgenommen und erhielt als Kardinalpriester die römische Titelkirche San Clemente zugewiesen. Von 1432 bis 1439/40 war er Kardinalkämmerer (Camerlengo) der Heiligen Römischen Kirche. Sein Aufstieg war mit dem steigenden Einfluss von Geistlichen aus der Region Venetien an der päpstlichen Kurie verbunden, den Condulmer auch selbst förderte. Er war Administrator von Narbonne (1433–1436) und von Amiens (1436–1437), danach war er Erzbischof von Besançon (1437–1438) und Bischof von Verona (1438–1453), Vizekanzler der Päpstlichen Kanzlei (1437–1453), Lateinischer Patriarch von Konstantinopel (1438–1453) und wurde schließlich zum Kardinalbischof von Porto (1445–1453) erhoben. Auf dem Konzil von Ferrara plädierte er 1437 für die Vereinigung der griechischen mit der römischen Kirche.
Kardinal Condulmer war Teilnehmer des Konklaves 1447, bei dem Nikolaus V. zum Papst gewählt wurde. 1451 wurde er Kardinaldekan. Francesco Condulmer starb im Oktober 1453 und wurde in Alt-St. Peter beigesetzt.